# Black Gangster (ścieżka dźwiękowa)
Black Gangster – wydany 13 lipca 1999 sound track z filmu Black Gangster. Zawiera utwory między innymi DMX-a, Mysonne'a i wtedy nieznanego 50 Centa.

## Lista utworów
1. "The Call (Skit)" (Black Gangsta) - 0:34
2. "This Life Forever" (Jay-Z) - 3:52
3. "Represent" (Ja Rule) - 4:30
4. "The Story" (DMX) - 3:41
5. "Wanna Be Down" (Ghetto Mafia) - 5:01
6. "Money Tree" (Kasual) - 4:00
7. "Enterprise" (Jane Blaze) - 4:08
8. "Give It Up" (Mac Dre) - 4:14
9. "Blackhand Letter" (Killa) - 4:53
10. "Will You Die For It" (Mysonne) - 4:00
11. "Save The Game" (Mac Mall) - 3:21
12. "You Ain't No Gangster" (50 Cent) - 3:50
13. "I Hope That It's You" (Donell Jones) - 5:20
14. "Hustle All Day" (Darcsyde) - 4:12
15. "Pimpin' Ain't Easy" (Freddie Foxxx) - 3:54
16. "Mission Ruby's Theme" (Matx) - 4:02